# Protoétoile
Ne doit pas être confondu avec Proto-étoile à neutrons.
Une protoétoile,, ou proto-étoile, est une grande masse qui se forme par la contraction des gaz d'un nuage moléculaire géant en milieu interstellaire principalement constitué d'hydrogène et d'hélium. La phase protostellaire est un stade précoce dans le processus de formation d'une étoile. Pour une étoile de la taille du Soleil, elle dure environ 100 000 ans. La matière se concentre sur elle-même et tourbillonne autour d'un centre de gravité, futur cœur de l'étoile. La chute de la matière vers son centre rend la protoétoile de plus en plus lumineuse jusqu'à ce que la poussière qu'elle a attirée empêche la lumière visible de passer. La protoétoile entourée d'un cocon de poussière devient alors un globule obscur (à ne pas confondre avec le globule de Bok). Cela se termine par la formation d'une étoile de type T Tauri, qui se développe ensuite en étoile de la séquence principale. Ceci est annoncé par le vent de T Tauri, un type de super vent stellaire qui marque le passage d'une protoétoile en étoile. La protoétoile devient une étoile lorsque ce ne sont plus les chocs de la matière mais des réactions nucléaires qui l'illumine.

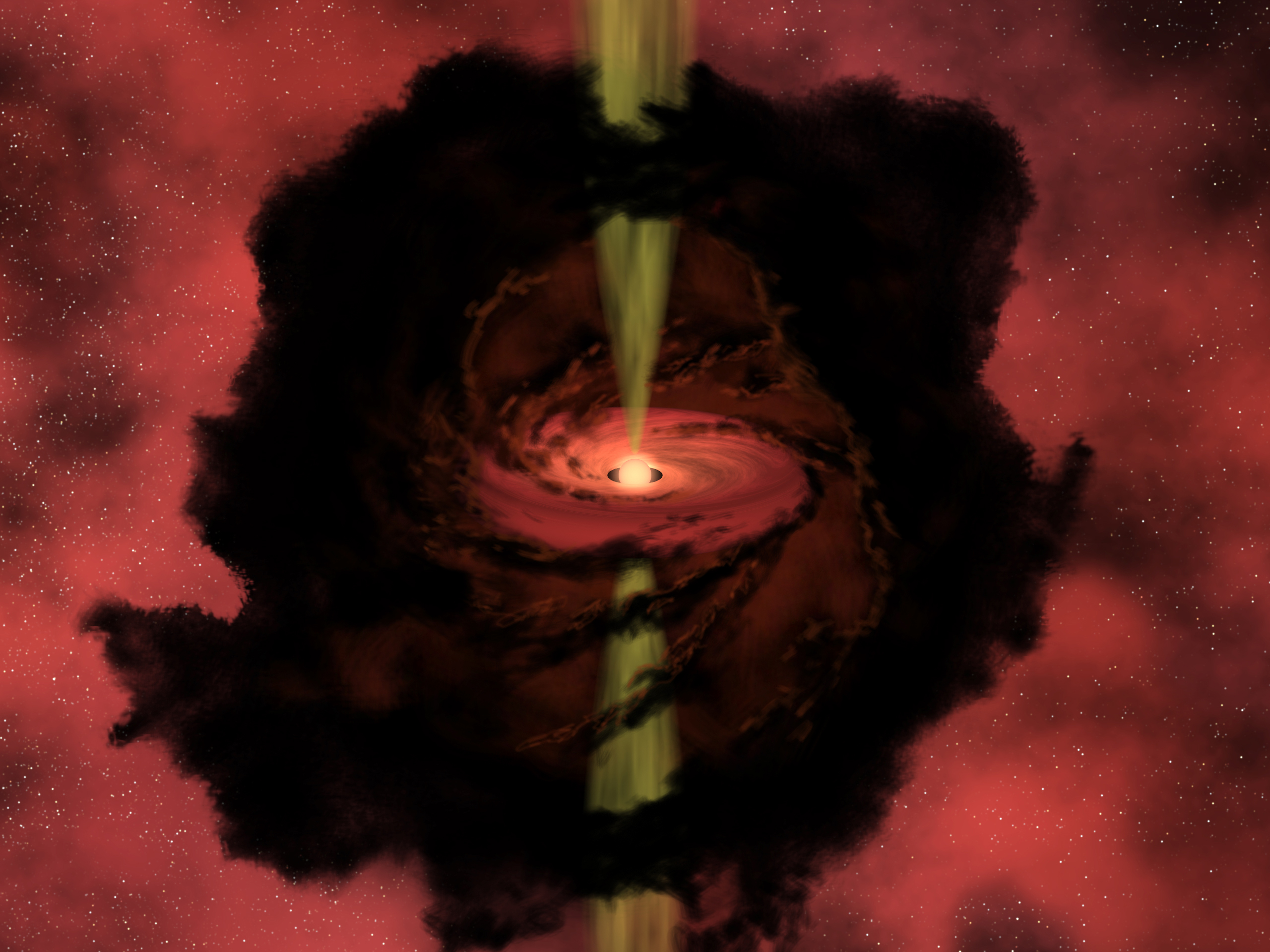
Une protoétoile dans un globule de Bok (Vue d'artiste).

Les observations ont révélé que les nuages moléculaires géants sont à peu près dans un état d'équilibre viriel, l'énergie de liaison gravitationnelle du nuage est équilibrée par la pression thermique des molécules et des particules de poussière constituant le nuage. Bien que la pression thermique soit probablement l'effet dominant dans la lutte contre l'effondrement gravitationnel des cœurs protostellaires, la pression magnétique, des turbulences et la rotation peuvent également jouer un rôle (Larson, 2003). Toute perturbation dans le nuage peut bouleverser son état d'équilibre. Les ondes de choc de supernova, les ondes de densité spirales des galaxies et l'approche étroite ou la collision avec un autre nuage sont des exemples de perturbations. Si la perturbation est suffisamment grande, il peut conduire à une instabilité gravitationnelle et causer l'effondrement d'une région particulière du nuage.
Le physicien britannique Sir James Jeans considérait le phénomène ci-dessus en détail. Il a pu montrer que, dans des conditions appropriées, un nuage, ou une partie commencerait à se contracter comme décrit plus haut. Il a dérivé une formule de calcul de la masse et de la taille que le nuage devrait atteindre en fonction de sa densité et de sa température avant que la contraction gravitationnelle n'ait commencé. Cette masse critique est connue comme la masse de Jeans. Elle est donnée par la formule suivante :
{\displaystyle M_{j}={\frac {9}{4}}\times \left({\frac {1}{2\pi n}}\right)^{\frac {1}{2}}\times {\frac {1}{m^{2}}}\times \left({\frac {kT}{G}}\right)^{\frac {3}{2}}}
où n est la densité du nombre de particules, m est la masse de la particule "moyenne" du gaz dans le nuage et T est la température du gaz.

## Fragmentation

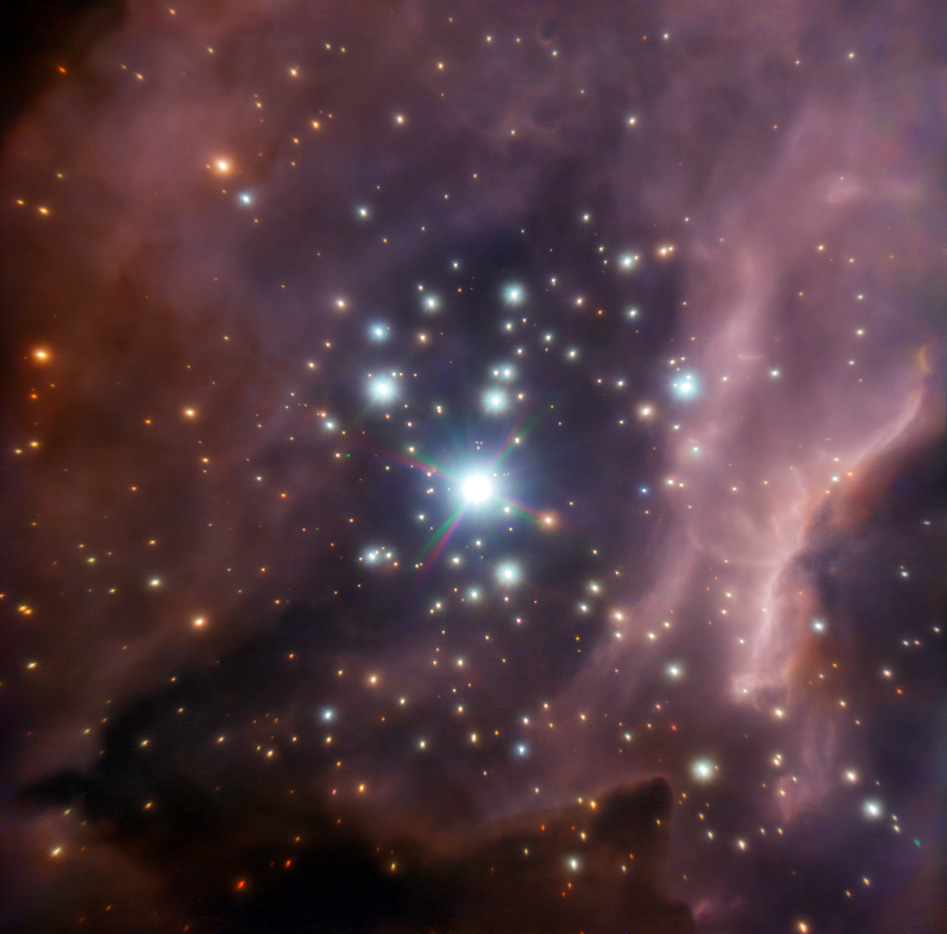
La partie centrale de l'amas stellaire RCW 38, autour de la jeune étoile, la massive IRS2, prises avec le NACO, instrument d'optique adaptatif attaché au Very Large Telescope de l'ESO. Les astronomes ont pu découvrir qu'IRS2 est en fait un double système composé de deux étoiles massives. Les astronomes ont également trouvé une poignée de protoétoiles.

Les étoiles se retrouvent souvent dans des groupes appelés clusters qui se sont formées à la même époque. Cela peut s'expliquer si l'on suppose que quand un nuage se contracte, il ne le fait pas de manière uniforme. En fait, comme l'a souligné en premier Richard Larson, les nuages moléculaires géants dans lesquels se forment les étoiles sont universellement observées pour avoir des vitesses turbulentes imposées à toutes les échelles dans le nuage. Ces vitesses turbulentes compriment le gaz avec des ondes de choc, qui génèrent des filaments et des structures massives dans le nuage moléculaire géant sur une large gamme de tailles et de densités. Ce processus est appelé la fragmentation turbulente. Certaines structures massives dépasseront leur masse de Jeans et deviendront gravitationnellement instables, et peuvent à nouveau former des fragments pour former un système d'étoiles simples ou multiples.

## Échauffement dû à l'énergie gravitationnelle

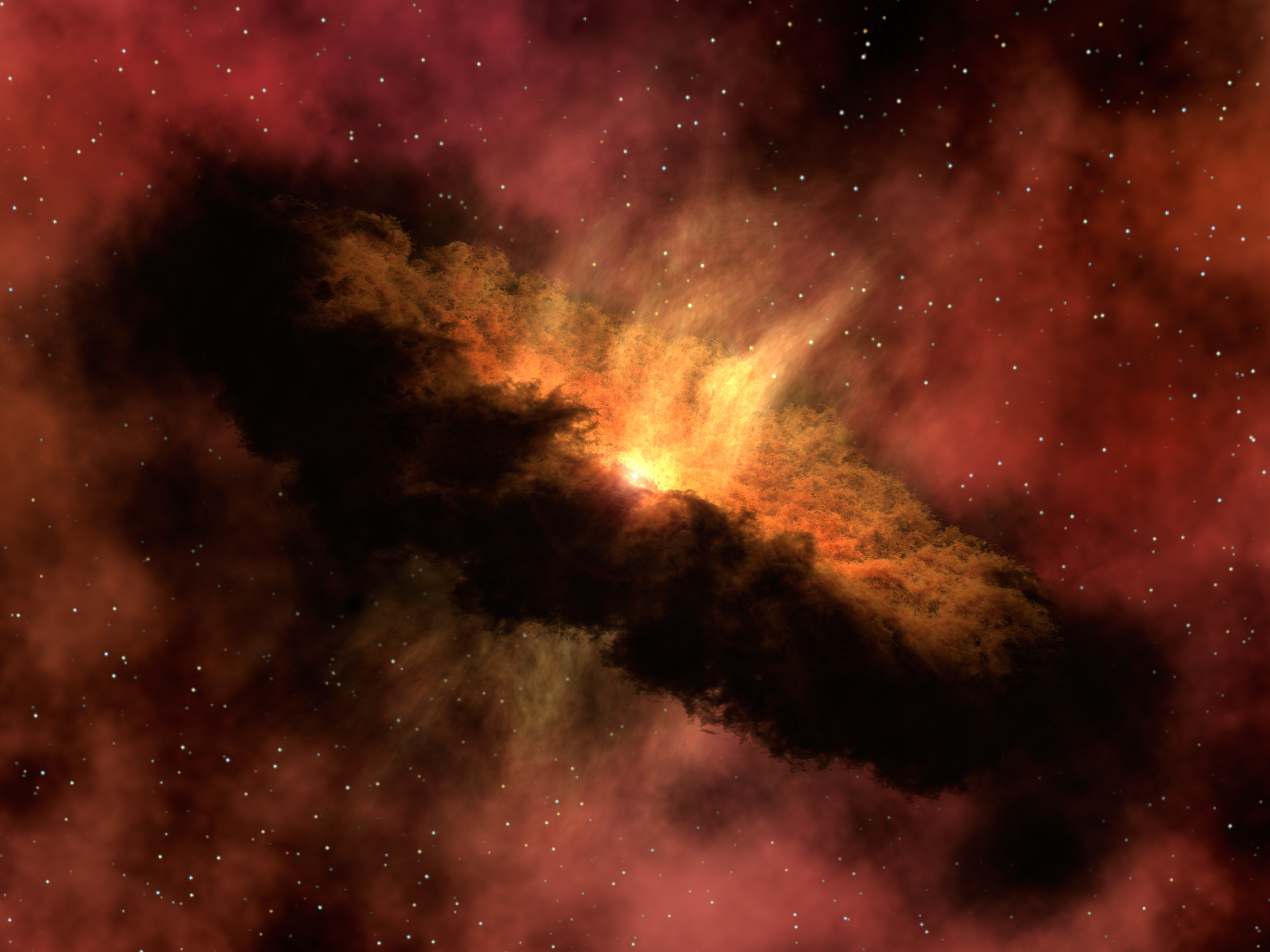
Interprétation artistique d'une protoétoile entourée de son disque protoplanétaire.

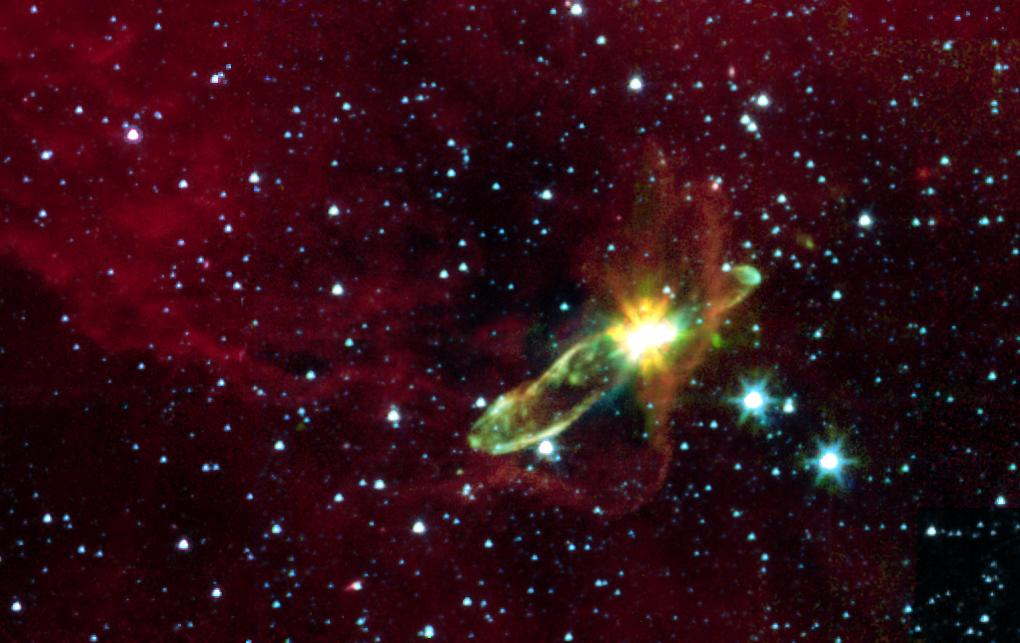
Image prise par le télescope spatial Spitzer en infrarouge. L'objet de Herbig-Haro HH 46/47, qui contient une protoétoile.

Comme le nuage continue de se contracter, il commence à augmenter en température. Cela n'est pas causé par des réactions nucléaires, mais par la conversion de l'énergie gravitationnelle en énergie cinétique thermique. Comme une particule (atome ou molécule) diminue sa distance au centre du fragment contracté, cela se traduira par une diminution de son énergie gravitationnelle. L'énergie totale de la particule doit rester constante donc la réduction de l'énergie gravitationnelle doit être accompagnée d'une augmentation de l'énergie cinétique de la particule. Cela peut être exprimé par une augmentation de l'énergie cinétique thermique ou de la température du nuage. Plus le nuage est contracté, plus sa température augmente.
Les collisions entre molécules les laissent plus souvent dans des états d'excitation qui peuvent émettre des rayonnements que dans des états de désintégration. Le rayonnement est souvent d'une fréquence caractéristique. À ces températures (10 à 20 kelvins), le rayonnement est compris dans les micro-ondes ou dans les infrarouges du spectre électromagnétique. La plus grande partie de ce rayonnement s'échappe, ce qui empêche la montée rapide de la température du nuage.
Puisque le nuage se contracte, la densité des molécules augmente. Cela rendra plus difficile l'évasion du rayonnement émis. En effet, le nuage de gaz devient opaque au rayonnement et la température dans le nuage commence à augmenter plus rapidement.
Le fait que le nuage devienne opaque au rayonnement infrarouge rend plus difficile pour nous de savoir ce qui s'y passe puisque l'on ne peut plus l'observer directement. Nous devons regarder avec une longueur d'onde radio dont le rayonnement peut s'échapper, même dans les nuages les plus denses. En outre, la théorie et la modélisation informatique sont nécessaires pour comprendre cette phase.
Tant que la matière environnante est en effondrement sur la condensation centrale, le nuage est considéré comme étant en phase de protoétoile. Lorsque le gaz environnant/l'enveloppe de poussière se disperse et que les processus d'accrétion s'arrêtent, l'étoile est alors considérée comme une étoile de la pré-séquence principale. Dans le diagramme HR cela semble être sur la ligne de naissance stellaire.

## Exemples

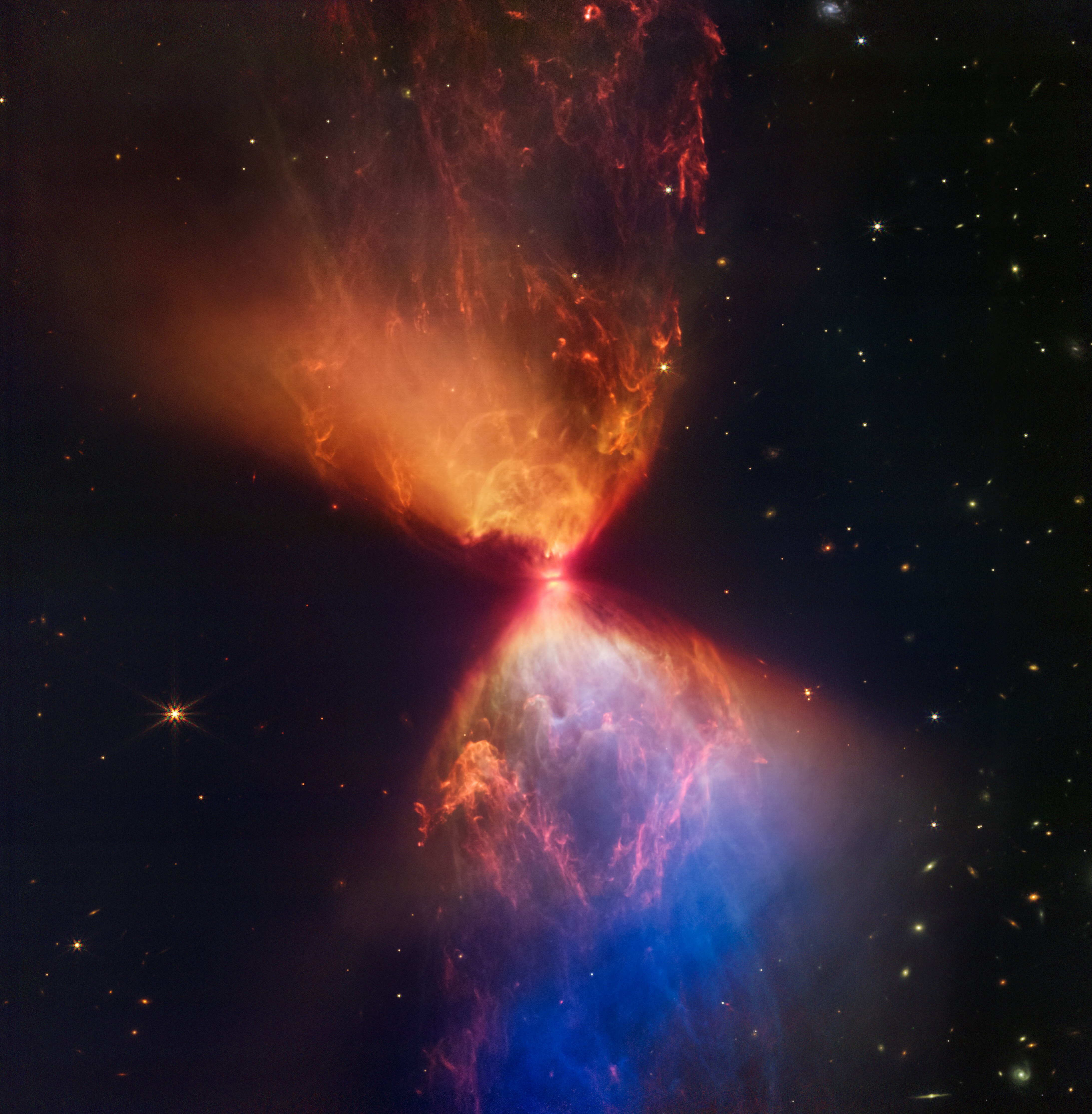
Image de L1527 IRS, prise par le télescope spatial James-Webb en 2022, dans laquelle on observe un anneau au centre (disque d'accrétion).

- IRAM 04191+1522
- IRAS 1862-2048
- L1527 IRS[6]

- G353
- W75N(B)-VLA2

- BHR 71 IRS 1 et 2
- L1448 IRS3 A, Ba, Bb, Bc et C